# Sagan (cratera)
A cratera Sagan é uma cratera no quadrângulo de Oxia Palus em Marte. Ela está localizada a
10.8º latitude norte e 30.7 longitude oeste, e recebeu este nome em referência a Carl Sagan, um astrônomo americano (1934-1996). Dr. Sagan foi um dos fundadores da Sociedade Planetária.